# Złamanie Monteggii
Złamanie Monteggii (ang. Monteggia fracture) – złamanie w ⅓ bliższej kości łokciowej z jednoczesnym zwichnięciem głowy kości promieniowej. Często powikłane uszkodzeniem głębokiej gałęzi nerwu promieniowego. Wyróżnia się trzy typy: wyprostne, zgięciowe i przywiedzeniowe. Większość świeżych złamań typu Monteggia powinna być leczona operacyjnie poprzez wykonanie osteosyntezy stabilnej złamania kości łokciowej. Nazwa uszkodzenia pochodzi od nazwiska włoskiego chirurga  Giovanniego Battisty Monteggii.